# Conill (Tàrrega)
Conill (de vegades escrit Cunill) és un petit poble ara despoblat prop de la ciutat de Tàrrega a la comarca de l'Urgell, Catalunya.

## Geografia
El poble està situat als Plans de Sió, una sub-regió de l'altiplà de la Segarra, una regió de conreu relativament plana a uns 350 metres d'altitud. Es troba a uns 7 km al nord de la ciutat de Tàrrega; les poblacions més properes són els pobles de Claravalls, Altet i la Figuerosa, accessibles a través de camins. Estava agregat al municipi de la Figuerosa fins que aquest fou absorbit pel municipi de Tàrrega el 1969.

## Història

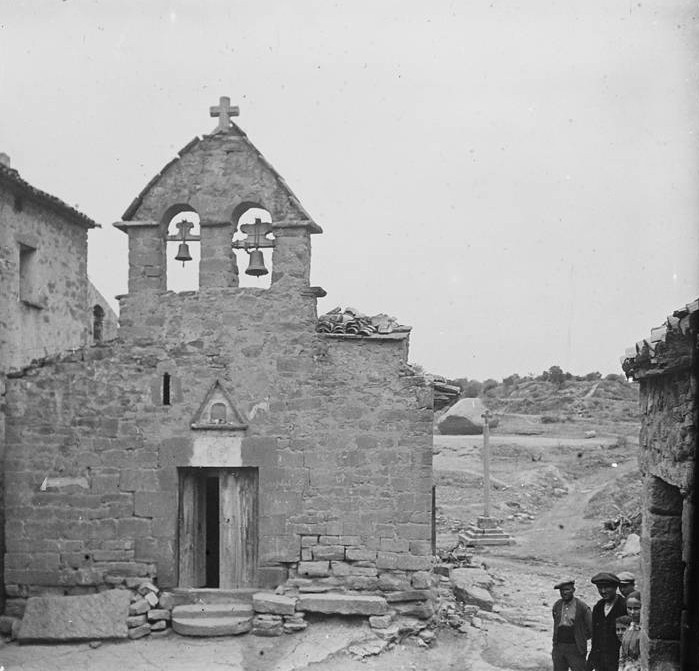
L'església de Conill el 1916

Conill va ser habitat des de temps remots. Es va esmentar l'església del poble en un document de 1151. L'antiga església es va construir el 1702. La resta del poble es compon de cinc grans cases reconstruïdes al segle 18, anomenades Cal Pont, Cal Palou, Cal Frare, Cal Cinca, i Cal Vilafranca, segons les famílies que hi vivien, envoltant la petita plaça del poble. Un acord entre les cinc famílies va impedir l'addició de més edificis al poble.
El poble incloïa un trull (premsa d'oli), per a la producció d'oli d'oliva extret d'olives recollides en la mateixa regió.
Després d'un llarg període de decadència, Conill es va abandonar finalment el 1980 i es va desposseir ràpidament la major part dels béns del poble. Es va retirar la gran premsa d'oli de fusta, el que va exigir l'enderroc del seu edifici (Cal Palou), i ara està situat al Parc de Sant Eloi, un parc públic a Tàrrega. Es va robar la creu de pedra tallada de la part superior del fust de la creu de terme del llogaret, i el 2013 la resta del monument es va traslladar al Parc de Sant Eloi, amb una talla copiada col·locat a la columna restaurada.

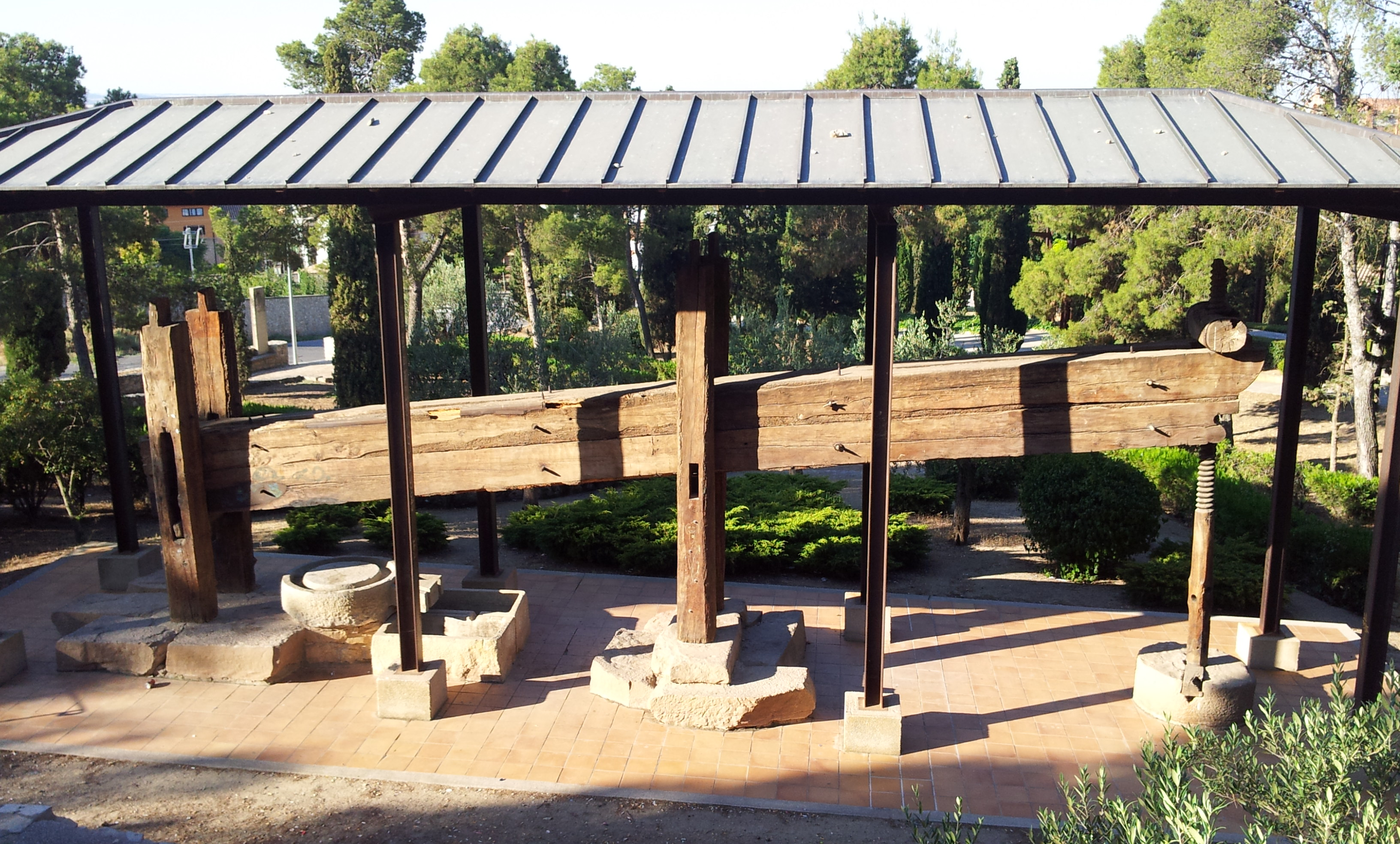
La premsa d'oli de Conill en exhibició a Tàrrega

Des de l'abandó del poble els anys 80, s'han proposat diverses iniciatives per a la seva rehabilitació.
El 1989, es va fer una proposta per reconstruir el poble com un centre de rehabilitació per a addictes a les drogues. El propietari d'un dels edificis el va donar a la caritat de què es tracti, i les autoritats van indicar la seva voluntat de fer arribar subministraments d'aigua potable i electricitat, però la iniciativa va ser rebutjada per molta gent local, i finalment abandonada.
Cap a 2005, una empresa privada va proposar desenvolupar el llogaret com un centre turístic ecològic, però aquest van abandonar a causa de les dificultats financeres i addicional desintegració estructural dels edificis.
El 2007, l'ajuntament de Tàrrega va publicar propostes per convertir Conill en un centre d'interpretació d'aus dels voltants, i el govern va indicar el seu suport a un pla de gestió per a la regió, però van abandonar la iniciativa el 2010 a causa de les circumstàncies econòmiques, que finalment es va fer a Concabella, a 8 km de distància, que va rebre fons per a un centre d'interpretació.
El 2015, Conill ha estat comprat pels propietaris del poble naturista del Fonoll, a 26 km de distància, amb la intenció de restaurar els edificis i convertir el poble en un espai creatiu per a artistes i artesans.

## Estat actual

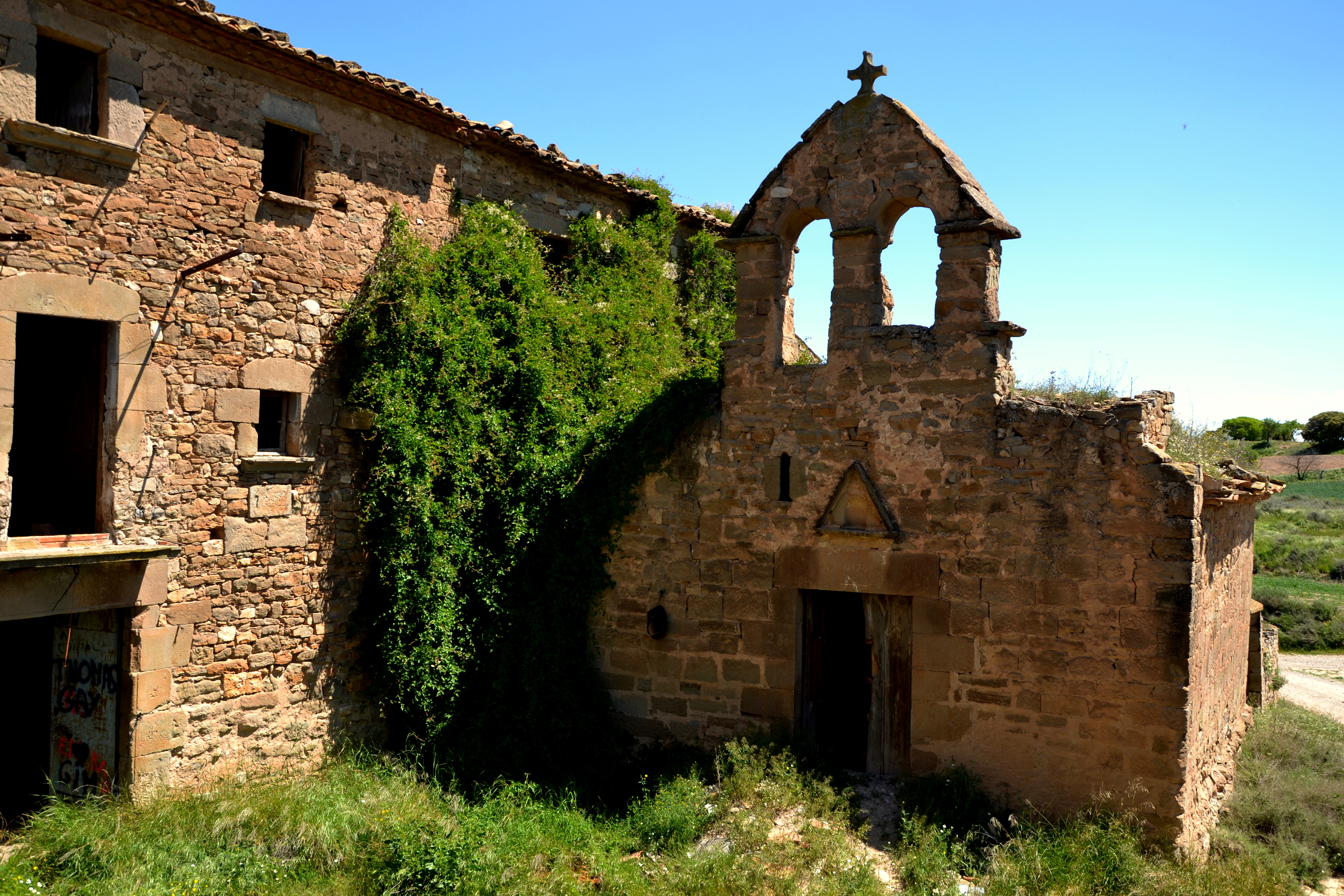
L'antiga església el 2014

Quatre de les estructures de Conill s'inclouen en la llista de patrimoni arquitectònic de la Generalitat de Catalunya - l'antiga església, la tina per a guardar el gra, la creu de terme, i una porta d'entrada.